# Пії
Пі́ї — село в Україні, в Обухівському районі Київської області, центр сільської ради. Розташоване за 20 км від районного центру (міста Миронівка), за 25 км від залізничної станції Кагарлик, за 15 км від пристані Ржищів. Площа населеного пункту — 440 га. Населення за переписом 2001 року — 1147 чоловік, 2015 року — 1019 чоловік. Телефонний код +380 4574. 
Сільраді підпорядковано також село Липовий Ріг.

## Походження назви
В історичних документах село вперше згадується на початку XVII століття. З початку позаминулого століття село належало до Канівського староства і, за народними розповідями, його назва походить від слів приказки, що описувала розгульне життя Канівського старости: «Потоцький Микола з Пріською п'є пивце». У приказці відображено назви заснованих Потоцьким у цьому краї сіл — Потік, Миколаївка (нині Кип'ячка), Великі та Малі Пріцьки, Пії та Півці (у Кагарлицькому районі).

## Герб
Опис: «На синьому два срібні кухлі з гербами Потоцьких та золотий листок».
Ґрунтується на версії заснування Піїв Канівським старостою Миколою Потоцьким. Листок липи вказує на село Липовий Ріг, яке входить до складу сільської ради.

## Пії за часів панства
За люстрацією 1616 року «село належить до земель Халецьких, гвалтовно осаджене канівськими міщанами». Після перепису господарств у Канівському старостві 1622 року було відзначено, що там дуже залюднені села, але скрізь проживає козацтво, зокрема у селі Пії 10 підданих, решта козаки. У книзі Лаврентія Похилевича «Сказання про населені місцевості Київської губернії. 1864 р.» про село Пії сказано таке: «Пії — село в 5-ти верстах південніше села Пивці, поблизу великої дороги із Ржищева на Канів. Жителів чоловічої та жіночої статі 1108. В 1741 році рахувалося 60 будинків, а в 1792 році — 75. До Піївської церкви причислене село Яновка. Церква дерев'яна, збудована 1776 року, головний престол в честь Успіння Божої Матері, другий на хорах в ім'я Святого Миколая».
Під час візиту 1792 року стосовно попередніх церков зроблена замітка, що ця церква вже третя в селі, що попередня була закладена в 1726 році, що при ній служив довго Михайло Титорьєвич, посвячений в Перяславі в тому ж 1726 році, а в 1739 році затверджений уніатським митрополитом. По штатах Піївська церква 5 класу, землі має указну пропорцію. Навколо церкви був закладений фруктовий сад (в основному яблуні та груші). Церква була дерев'яна, збудована без жодного цвяха, архітектурно дуже схожа на церкву в сусідньому селі Тулинці, що зберіглася до наших днів. Від церкви йшла стежка до криниці, яка знаходилася на дні яру. Вода в криниці була дуже смачна. До наших днів ні церква ні криниця не збереглися. До кінця 18 століття Пії належали до вотчин Станіслава Понятовського, племінника польського короля. Весною 1776 року король возвів Станіслава Понятовського в чин генерал-лейтенанта коронних військ, зробив командуючим придворними полками і виділив йому два староства: Богуславське і Канівське, до складу останнього і входило село Пії. Після повернення з Санкт-Петербургу поселився в своїх українських староствах. Займався господарською діяльністю, розробив і реалізував в своїх помістях земельну реформу — звільнення селян із заміною барщини (панщини) на оброк. На початку 1790 року, повернувшись з Санкт-Петербургу, знайшов свої маєтки повністю розореними, не маючи змоги вести господарство, продав їх. Село Пії було продане поміщикам Головінським. У 1814 році, внаслідок купівлі, Пії належать Людвіку Францовичу Янковському. Територія сільської школи та паркова зона біля неї і є колишня садиба пана Янковського. Маєток знаходився там, де зараз майстерня. У маєтку було лише одне крило, друге добудували пізніше. Територія панського маєтку була обгороджена глибоким, до 2 метрів, ровом (огородком).
Панський ставок зберігся до нашого часу, а так як пан був, начебто, француз, він вирощував їстівних жаб, які лише навесні стають блакитного кольору. Або ж є версія, що дно було встелене дубовими дошками, які були оброблені речовиною, яка ставала при взаємодії з водою та дубом синього кольору, стійка до корозії. Від панського маєтку був підземний хід (на даний момент всі входи засипані). Також на території школи, у шкільному парку, тоді ще панському і, кажуть, дуже гарному, пан гуляв з родиною, а один із трьох ставків, які є в шкільному парку, і дотепер носить назву Панський. Було таке навіть, що Яновський програв цукровий завод у карти. До кінця 1880-их років Пії були центром Піївської волості, до складу якої входило 8 поселеннь, 8 сільських громад. Станом на 1886 рік Пії — це вже колишнє власницьке село за 30 верст від повітового міста, 1499 осіб, 220 дворів, є православна церква, католицька каплиця, школа, лікарня, 2 постоялих двори, бурякоцукровий завод. Перша згадка про школу датується 1794 роком. До революції 1917 року школа була з трьох класів, де працювали два вчителі з середньою освітою. Вони навчали близько 50 учнів. Утримувалася школа на кошти місцевої громади. В 30-их роках ХХ століття школа була перенесена в приміщення, збудоване на місці колишнього панського маєтку.
Клірові відомості, метричні книги, сповідні розписи церков Успіння Пресвятої Богородиці, св. Миколая с. Пії Богуславського пов. Київського нам., з 1797 р. Богуславського, з 1846 р. Піївської волості Канівського пов. Київської губ. зберігаються в ЦДІАК України.

## Пії в 1971 році
Населення — 1832 чоловіка.
На території села — колгосп ім. Свердлова, який мав 2585 га сільськогосподарських угідь, у тому числі 2255 га орної землі. Вирощувались зернові культури, цукрові буряки, було розвинуте м'ясо-молочне тваринництво. У селі був цукровий завод.
Під час нацистської окупації в районі села діяли радянські партизанські загони ім. Чапаєва та ім. Щорса. Гітлерівці за зв'язок жителів села з партизанами спалили 106 хат і розстріляли 5 чоловік.
За мужність, виявлену у боротьбі проти німецько-нацистських загарбників на фронтах Німецько-радянської війни, 153 жителі села нагороджені орденами й медалями.
Село Пії має середню школу, будинок культури, клуб, дві бібліотеки, дільничну лікарню.

## Населення

### Мова
Розподіл населення за рідною мовою за даними перепису 2001 року:
| Мова       | Кількість | Відсоток |
| ---------- | --------- | -------- |
| українська | 1099      | 95.82 %  |
| російська  | 44        | 3.84 %   |
| білоруська | 3         | 0.26 %   |
| румунська  | 1         | 0.08 %   |
| Усього     | 1147      | 100 %    |

## Відомі люди
В селі народилися:
- Гузій Сергій Єфремович — Герой Соціалістичної Праці;
- Новицький Олекса Миколайович — український поет, перекладач, заслужений працівник культури;
- Марія Душка — підпільниця, комсомолка: страчена нацистами в 1943 році.
- Крамар Михайло Полікарпович (1935—2008) — український актор театру і кіно. Народний артист України.
- Сєров Микола Іванович (нар. 1955) — доктор фізико-математичних наук, професор. Академік АН вищої школи України.